# 2002 en science-fiction
| Années de la science-fiction : 1999 - 2000 - 2001 - 2002 - 2003 - 2004 - 2005    |
| Décennies de la science-fiction : 1970 - 1980 - 1990 - 2000 - 2010 - 2020 - 2030 |

L'année 2002 est marquée, en matière de science-fiction, par les événements suivants.

## Naissances et décès

### Décès
- 15 avril : Damon Knight, écrivain américain, mort à 79 ans.
- 18 mars : Raphael Aloysius Lafferty, écrivain américain, mort à 87 ans.
- 27 avril : George Alec Effinger, écrivain américain, mort à 55 ans.
- 29 avril : John Middleton Murry, Jr., écrivain britannique, né en 1926, mort à 75 ans.
- 12 septembre : Lloyd Biggle, Jr., écrivain américain, né en 1923, mort à 79 ans.
- 2 novembre : Charles Sheffield, écrivain britannique, mort à 67 ans.

## Prix

### Prix Hugo
- Roman : American Gods (American Gods) par Neil Gaiman
- Roman court : Fast Times at Fairmont High par Vernor Vinge
- Nouvelle longue : L'Enfer, quand Dieu n'est pas présent (Hell Is the Absence of God) par Ted Chiang
- Nouvelle courte : Tout sauf un chien (The Dog Said Bow-Wow) par Michael Swanwick
- Livre non-fictif ou apparenté : The Art of Chesley Bonestell par Ron Miller et Frederick C. Durant 3rd avec Melvin H. Schuetz
- Film ou série : Le Seigneur des anneaux : La Communauté de l'anneau, réalisé par Peter Jackson
- Éditeur professionnel : Ellen Datlow
- Artiste professionnel : Michael Whelan
- Magazine semi-professionnel : Locus, dirigé par Charles N. Brown
- Site Web : Locus Online
- Magazine amateur : Ansible
- Écrivain amateur : Dave Langford
- Artiste amateur : Teddy Harvia
- Prix Campbell : Jo Walton

### Prix Nebula
- Roman : American Gods (American Gods) par Neil Gaiman
- Roman court : Bronte's Egg par Richard Chwedyk
- Nouvelle longue : L'Enfer, quand Dieu n'est pas présent (Hell is the Absence of God) par Ted Chiang
- Nouvelle courte : Creature par Carol Emshwiller
- Scénario : Le Seigneur des anneaux : La Communauté de l'anneau (The Lord of the Rings - The Fellowship of the Ring) par Fran Walsh, Philippa Boyens et Peter Jackson ; basé sur Le Seigneur des anneaux (The Lord of the Rings) par J. R. R. Tolkien

### Prix Locus
- Roman de science-fiction : Passage (Passage) par Connie Willis
- Roman de fantasy : American Gods (American Gods) par Neil Gaiman
- Premier roman : La Marque (Kushiel's Dart) par Jacqueline Carey
- Roman court : Le Trouvier (The Finder) par Ursula K. Le Guin
- Nouvelle longue : L'Enfer, quand Dieu n'est pas présent (Hell Is the Absence of God) par Ted Chiang
- Nouvelle courte : Les Os de la terre (The Bones of the Earth) par Ursula K. Le Guin
- Recueil de nouvelles : Contes de Terremer (Tales from Earthsea) par Ursula K. Le Guin
- Anthologie : The Year's Best Science Fiction: Eighteenth Annual Collection par Gardner Dozois, éd.
- Livre non-fictif : Being Gardner Dozois par Michael Swanwick
- Livre d'art : Spectrum 8: The Best in Contemporary Fantastic Art par Cathy Fenner et Arnie Fenner, éds.
- Éditeur : Gardner Dozois
- Magazine : The Magazine of Fantasy & Science Fiction
- Maison d'édition : Tor Books
- Artiste : Michael Whelan

### Prix British Science Fiction
- Roman : La Séparation (The Separation) par Christopher Priest
- Fiction courte : Coraline (Coraline) par Neil Gaiman

### Prix Arthur-C.-Clarke
- Lauréat : Bold as Love par Gwyneth Jones

### Prix Sidewise
- Format long : The Severed Wing par Martin J. Gidron et Ruled Britannia par Harry Turtledove (ex æquo)
- Format court : Empire par William Sanders (en)

### Prix E. E. Smith Memorial
- Lauréats : David Langford

### Prix Theodore-Sturgeon
- Lauréat : The Chief Designer par Andy Duncan

### Prix Lambda Literary
- Fiction spéculative : Point of Dreams par Melissa Scott et Lisa A. Barnett (en)

### Prix Seiun
- Roman japonais : Fuwa-fuwa no Izumi par Hōsuke Nojiri

### Grand prix de l'Imaginaire
- Roman francophone : Les Ombres de Wielstadt par Pierre Pevel
- Nouvelle francophone : Synesthésie par Olivier Paquet

### Prix Kurd-Laßwitz
- Roman germanophone : Kwest (Quest) par Andreas Eschbach

## Parutions littéraires

### Romans
- Sa majesté des clones, roman de Jean-Pierre Hubert.

## Sorties audiovisuelles

### Films
- Arac Attack, les monstres à huit pattes par Ellory Elkayem.
- Avalon par Mamoru Oshii.
- Cube²: Hypercube par Andrzej Sekuła.
- La Planète au trésor : Un nouvel univers par Ron Clements et John Musker.
- Lilo et Stitch par Dean DeBlois et Chris Sanders.
- Impostor par Gary Fleder.
- Pluto Nash par  Ron Underwood.
- Men in Black 2 par Barry Sonnenfeld.
- Metropolis par Rintarō.
- Minority Report par Steven Spielberg.
- Signes par M. Night Shyamalan.
- Simone par Andrew Niccol.
- Solaris par Steven Soderbergh.
- Stranded par María Lidón.
- Star Trek : Nemesis par Stuart Baird.
- Star Wars, épisode II : L'Attaque des clones par George Lucas.

### Téléfilms
- Teenage Caveman par Larry Clark.

### Séries
- Futurama, saison 4.
- Stargate SG-1, saison 6